# Andrea Nürnberger
Andrea Nürnberger (* 27. Oktober 1954 in Wien) ist eine österreichische Schauspielerin.

## Leben
Andrea Nürnberger ist die Tochter eines Chirurgen, ihre Mutter arbeitete zeitweise als Schauspielerin. Ihre Ausbildung absolvierte sie am Wiener Max Reinhardt Seminar. Außerdem erhielt sie eine Tanzausbildung bei Lola Braxton und wurde gesanglich von Milaya Lodron unterrichtet. 1978 debütierte Nürnberger am Theater in der Josefstadt, dem sie bis 1980 angehörte. Anschließend kam sie nach Deutschland und spielte in Berlin zunächst an der Volksbühne, von 1980 bis 1985 am Renaissance-Theater, danach bis 1991 am Schillertheater. In ihre Heimat zurückgekehrt, gastierte Nürnberger von 1992 bis 1994 am Wiener Schauspielhaus, seitdem ist sie freiberuflich tätig.
Wichtige und bekannte Rollen Nürnbergers waren die Titelfiguren in Nora oder Ein Puppenheim von Henrik Ibsen, Friedrich Hebbels Trauerspiel Maria Magdalena und Kasimir und Karoline von Georg Büchner, ferner die Elisabeth in Ödön von Horvaths Drama Glaube Liebe Hoffnung, Christine in Liebelei von Arthur Schnitzler oder Lady Macbeth in William Shakespeares Macbeth.
Seit den 1980er-Jahren arbeitet Nürnberger auch immer wieder für Film und Fernsehen. Unter anderem spielte sie 2002 unter der Regie von Barbara Gräftner eine Hauptrolle in dem Kinostreifen Mein Russland, der im selben Jahr mit dem Max-Ophüls-Preis ausgezeichnet wurde. In Gastrollen sah man Nürnberger in Serien wie Ein Heim für Tiere, Liebling Kreuzberg oder in zwei Tatort-Episoden.
Als Hörspielsprecherin übernahm Nürnberger bis 1990 sporadisch Aufgaben beim Rundfunk der DDR, beispielsweise 1985 als Wolfgang Amadeus Mozarts Frau Constanze in einer Hörspielfassung von Peter Shaffers Theaterstück Amadeus. Sie war mit dem Berufskollegen Heribert Sasse verheiratet, unter dessen Regie sie häufig spielte. Gemeinsam haben die beiden zwei Kinder.
Andrea Nürnberger lebt in Wien.

## Filmografie (Auswahl)
- 1976: Armut
- 1982: Direktion City – In den Sand gesetzt
- 1983: Ringstraßenpalais (2 Folgen als Fanny Kranz)
- 1988: Liebling Kreuzberg – Alles auf Bewährung
- 1989: Drei unter einer Decke
- 1991: Ein Heim für Tiere – Ein Vogel zuviel
- 1994: Iris & Violetta
- 1994: Der Salzbaron
- 2000: Verhängnisvolles Glück
- 2001: Julia – eine ungewöhnliche Frau – Frühlingserwachen
- 2002: Mein Russland
- 2003: Die Rettungshunde: Hochzeitsreise in den Tod
- 2005: 8 × 45 – Die Testamentmaschine
- 2009: Tatort – Kinderwunsch
- 2009: Oben ohne – Du heilige Nacht
- 2010: Echte Wiener 2 – Die Deppat’n und die Gspritzt’n
- 2014: SOKO Donau – Mörderspiel
- 2017: Tatort – Wehrlos
- 2018: SOKO Kitzbühel – Kein Weg zurück

## Hörspiele (Auswahl)
- 1981: Premiere – Autor: Iván Mándy – Regie: Manfred Marchfelder
- 1985: Abschied – Autor: Iván Mándy – Regie: Manfred Marchfelder
- 1985: Amadeus – Autor: Peter Shaffer – Regie: Götz Fritsch
- 1986: Vernissage im Souterrain – Autor: Iván Mándy – Regie: Manfred Marchfelder
- 1990: Gentz oder Alles paletti – Autor: Helmut Bez – Regie: Fritz Göhler
- 1990: Da gehen die Schiffe unter mitten in der Wüste – Autorin: Margit Schreiner – Regie: Götz Fritsch